# Balmazújváros vasútállomás
Balmazújváros vasútállomás egy Hajdú-Bihar vármegyei vasútállomás, Balmazújváros településen, a MÁV üzemeltetésében.
A belváros közelében helyezkedik el, attól északkeleti irányban, közúti elérését a 3323-as útból kiágazó 33 321-es számú mellékút (települési nevén Kastélykert utca) biztosítja.

## Vasútvonalak
Az állomást az alábbi vasútvonalak érintik:
- Debrecen–Füzesabony-vasútvonal

## Kapcsolódó állomások
A vasútállomáshoz az alábbi állomások vannak a legközelebb:
- Nagyhát megállóhely (Debrecen–Füzesabony-vasútvonal)
- Kónya megállóhely (Debrecen–Füzesabony-vasútvonal)

## Forgalom
| Járat               | Útvonal | Gyakoriság                        |
| ------------------- | --- | --------------------------------- |
| személyvonat        | Debrecen – Tócóvölgy – Kismacs – Macs Ipari Park mh. – Nagyhát – Balmazújváros – Kónya – Hortobágy – Hortobágyi Halastó – Ohat-Pusztakócs – Egyek – Tiszafüred – Poroszló – (Kétútköz –) Egerfarmos – Mezőtárkány – Füzesabony | 2 óránként                        |
| személyvonat        | Debrecen – Tócóvölgy – Kismacs – Macs Ipari Park mh. – Nagyhát – Balmazújváros – Kónya – Hortobágy (– Hortobágyi Halastó – Ohat-Pusztakócs – Egyek – Tiszafüred)                                                               | Napi 4 pár                        |
| személyvonat        | Tiszafüred → Egyek → Hortobágy → Balmazújváros → Tócóvölgy → Debrecen | Munkanapokon 1 Debrecen felé      |
| személyvonat        | Balmazújváros → Kónya → Hortobágy → Hortobágyi Halastó → Ohat-Pusztakócs → Egyek → Tiszafüred | Napi 1 Tiszafüred felé            |
| Tisza-tó sebesvonat | Budapest-Keleti – Gödöllő – Hatvan – Füzesabony – Poroszló – Tiszafüred – Egyek – Hortobágyi Halastó – Hortobágy – Balmazújváros                                                                                               | Hétvégén 1 pár, nyáron napi 1 pár |

## Megközelítése
A vasútállomás Balmazújváros központja közelében található, attól kicsit északnyugati irányban; közúti megközelítését a 3323-as útból kelet felé kiágazó 33 321-es számú mellékút teszi lehetővé.